# Скляр Сергій Миколайович
Сергі́й Микола́йович Скля́р (нар. 3 лютого 1955) — радянський футболіст, що виступав на позиції захисника. Найбільш відомий завдяки виступам у складі дніпровського «Дніпра».

## Життєпис
Спортивну кар'єру Скляр розпочав у складі ФК «Дніпро», що виступав у вищій лізі чемпіонату СРСР, втім за 7 сезонів, проведених у команді, так і не зміг стати гравцем основного складу. У 1978 році перейшов до лав нікопольського «Колоса», разом з яким здобув «золото» та «срібло» української зони другої ліги чемпіонату СРСР.
У 1979 році Скляр став гравцем харківського «Металіста», однак провів у Харкові лише другу половину сезону. Протягом 1980—1981 років захищав кольори дніпродзержинського «Металурга».
Подальші відомості про кар'єру Сергія Скляра відсутні. Після закінчення активних виступів мешкав у Дніпрі.

## Досягнення
- Переможець 2-ї зони другої ліги чемпіонату СРСР (1): 1979
- Срібний призер 2-ї зони другої ліги чемпіонату СРСР (1): 1978